# Красна Сибір (Новосибірська область)
Красна Сибір (рос. Красная Сибирь) — село у Кочковському районі Новосибірської області Російської Федерації.
Входить до складу муніципального утворення Красносибірська сільрада. Населення становить 1069 осіб (2017).

## Історія
Згідно із законом від 2 червня 2004 року органом місцевого самоврядування є Красносибірська сільрада.

## Населення
| 2002  | 2007  | 2010  | 2012  | 2013  | 2014  | 2015  |
| ----- | ----- | ----- | ----- | ----- | ----- | ----- |
| 1197  | ↗1245 | ↘1082 | ↘1079 | ↗1084 | ↗1114 | ↘1110 |
| 2016  | 2017  |       |       |       |       |       |
| ↘1091 | ↘1069 |       |       |       |       |       |